# Liste des derniers anciens combattants de la Première Guerre mondiale
Les derniers anciens combattants de la Première Guerre mondiale sont les dernières personnes en vie ayant participé à la Première Guerre mondiale au sein des forces armées des pays belligérants. Le dernier d'entre eux, Florence Green, est morte en 2012.
Le nombre total de personnes ayant participé à la Grande Guerre est estimé par l'Encyclopaedia Britannica à 65 038 811 personnes, dont 9 750 103 militaires morts durant le conflit.
À la suite du décès du Canadien John Babcock le 18 février 2010 et de l'Américain Frank Buckles le 27 février 2011, le Britanno-Australien Claude Choules, né le 3 mars 1901, est devenu le dernier ancien combattant survivant toutes nations confondues de la Première Guerre mondiale. Il est mort le 5 mai 2011 à 110 ans. Le dernier ancien combattant de la Première Guerre mondiale, la Britannique Florence Green, née le 9 février 1901 et membre de la Women's Royal Air Force à partir de septembre 1918, est décédée le 4 février 2012, à l'âge de 110 ans.
Le dernier ancien combattant à avoir combattu dans les tranchées fut le « tommy » britannique Harry Patch, né le 17 juin 1898 et mort le 25 juillet 2009 à l’âge de 111 ans.
Lazare Ponticelli, né le 7 décembre 1897 et mort le 12 mars 2008, était officiellement le dernier ancien combattant français de la Première Guerre mondiale depuis la mort de Louis de Cazenave le 20 janvier 2008.
Les anciens combattants faisant l'objet de cet article sont les membres des forces armées des nations combattantes jusqu'à l'armistice entre les Alliés et l’Allemagne le 11 novembre 1918.

## Autriche-Hongrie
- Franz Künstler, né le 24 juillet 1900 et mort le 27 mai 2008 à 107 ans, était le dernier combattant austro-hongrois survivant de la Première Guerre mondiale[3].

## Allemagne
Les combattants allemands morts depuis 2006 sont :
- Erich Kästner, 10 mars 1900 mort le 1er janvier 2008, le dernier combattant allemand vivant de la Grande Guerre.
- William, 24 octobre 1900 mort le 10 juillet 2007
- Rudolf Christmann, 10 janvier 1900 mort le 27 juin 2007
- Wilhelm Remmert, 15 novembre 1899 mort le 27 mai 2007
- Albin Kaiser, 12 décembre 1899 mort le 11 avril 2007
- Robert Meier, 10 mars 1897 mort le 29 janvier 2007
- Rudolf Seim, 31 janvier 1899 mort le 9 janvier 2007
- Wilhelm Velten, 2 septembre 1899, mort le 26 décembre 2006
- Konrad Fuchs, 15 octobre 1897 mort le 13 novembre 2006
- Franz Brandmeier, 16 juillet 1899 mort le 8 septembre 2006
- Georg Neumann, 28 juillet 1899 mort le 21 juin 2006
- Eduard Eis, 22 mars 1899 mort le 24 avril 2006
- August Biehler, 28 août 1899 mort le 15 avril 2006
- Erwin Binner, 16 janvier 1899 mort le 26 mars 2006
- Hermann Solveen, 20 février 1899, mort le 28 février 2006

Le dernier Alsacien ayant combattu sous l'uniforme allemand était Charles Kuentz, né le 18 février 1897 et mort le 7 avril 2005.

## Canada
John F. Babcock, né le 23 juillet 1900 et mort le 18 février 2010, était un vétéran engagé lors de l'été 1916 dans le corps expéditionnaire canadien. Il ne prit pas part aux combats sur le front.

## États-Unis
- Emiliano Mercado del Toro, citoyen portoricain né le 21 août 1891, fut le plus vieil ancien combattant et le doyen de l'humanité du 13 décembre 2006 à sa mort le 24 janvier 2007.
- Frank Buckles, né le 1er février 1901 et mort le 27 février 2011 à 110 ans, était le dernier doughboy américain. Il s'engagea en 1917 et fut ambulancier juste à l'arrière du front. Mort le 27 février 2011.
- Andrew E. Rasch, né le 5 octobre 1901 était le dernier combattant américain de la Grande Guerre, car ayant servi sur l'USS Oklahoma au mois d'août 1918 en tant qu'engagé volontaire à l'âge de 16 ans[4]. Il vécut à Phoenix, en Arizona, jusqu'à sa mort le 10 décembre 2011[5].

## France
Sous le terme de « derniers poilus », on désigne en France les derniers combattants de la Première Guerre mondiale (28 juillet 1914 – 11 novembre 1918), combattants communément appelés les « poilus », à condition qu'ils aient passé au moins trois mois au front. Ils étaient 142 recensés en 2000 et le dernier poilu en vie, Lazare Ponticelli, s'est éteint le 12 mars 2008 à 110 ans.
Jusqu'en 1995, le nombre de survivants français de la « Grande Guerre » n'était qu'estimé : seuls les anciens combattants touchant une retraite et les pensionnés (pour invalidité) étaient connus et recensés. C'est l'Office national des anciens combattants qui accorde le statut d'ancien combattant (trois mois de front sont nécessaires et une demande formelle). Tous les survivants éligibles ont été décorés de la Légion d'honneur le 11 novembre 1995.
Selon l'Office national des anciens combattants (ONAC), les poilus n'étaient plus que quatre le 11 novembre 2006 contre 15 en 2004, 36 en 2003, 68 en 2002 et 142 en 2000.
Le site de recensement des derniers poilus permet de trouver des effectifs différents :
| Année | au 1er janvier | au 11 novembre |
| ----- | -------------- | -------------- |
| 2003  | 81             | 46             |
| 2004  | 44             | 19             |
| 2005  | 17             | 9              |
| 2006  | 9              | 5              |
| 2007  | 5              | 3              |
| 2008  | 3              | 0              |

### Le dernier poilu français
Le dernier « poilu » français officiel de la Grande Guerre était Lazare Ponticelli (7 décembre 1897 – 12 mars 2008).
En 2005, le Haut conseil de la mémoire combattante, présidé par le président de la République (alors Jacques Chirac), avait décidé que seraient organisées des obsèques de portée nationale pour le dernier combattant de 14-18 et que celui-ci serait enterré au Panthéon. En 2007, Louis de Cazenave et Lazare Ponticelli, les deux derniers poilus encore vivants, avaient alors manifesté leur opposition à avoir des obsèques nationales. Après le décès de Louis de Cazenave en janvier 2008, Ponticelli avait néanmoins assoupli sa position, acceptant une cérémonie nationale, mais à condition qu'elle soit simple et dédiée à tous les morts de la Première Guerre mondiale. Il a refusé toutefois le Panthéon et a souhaité être enterré auprès des siens dans le caveau familial. L'annonce de son décès fut faite par la Présidence de la République. Le 17 mars 2008, des obsèques nationales furent organisées aux Invalides et furent retransmises par plusieurs chaînes françaises de télévision.
Deux poilus « officieux » de la Grande Guerre ont survécu de quelques mois à Lazare Ponticelli : Pierre Picault, né en février 1899, et Fernand Goux, né en décembre 1899. Mais n'ayant pas combattu au moins trois mois, ils ne pouvaient prétendre au titre d'ancien combattant de la Grande Guerre. Ils sont tous les deux morts en novembre 2008, soit 90 ans exactement après la fin du premier conflit mondial.

### Décédés depuis 2006

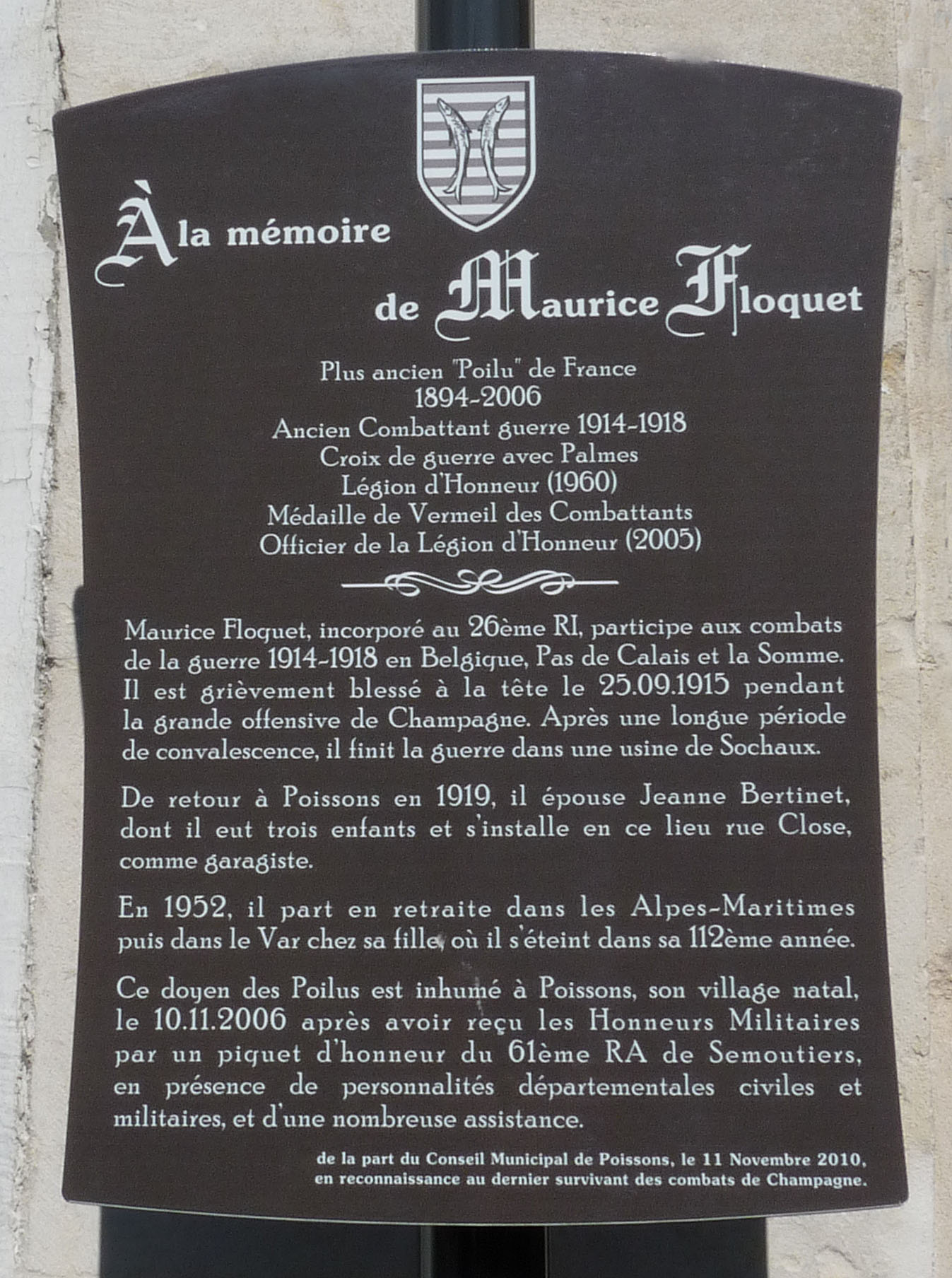
Plaque dédiée à Maurice Floquet à Poissons (Haute-Marne)

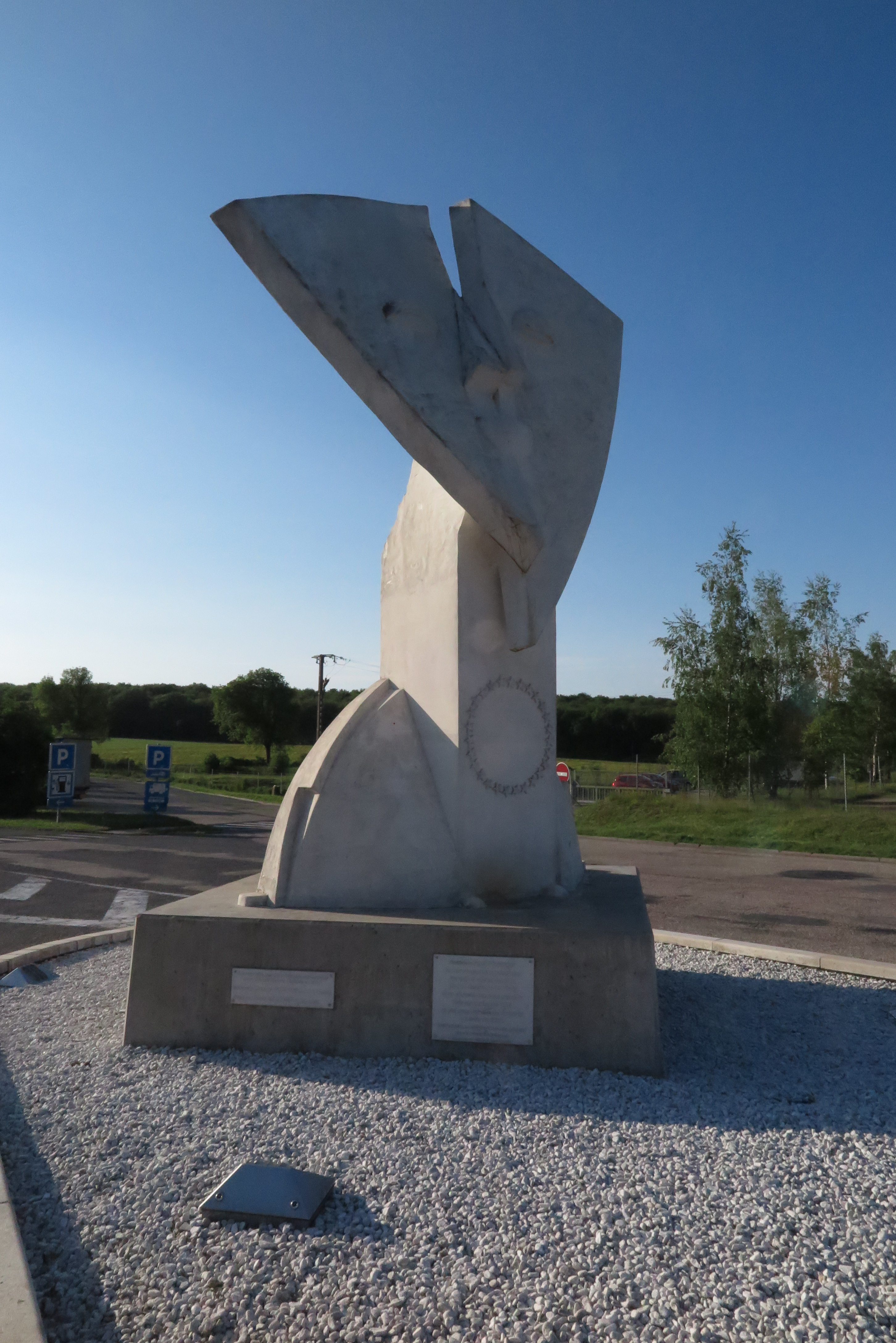
Photo du monument à la mémoire des deux derniers combattants de la Grande Guerre décédés en 2008, le Français Lazare Ponticelli (110 ans) et l'Allemand Erich Kästner (108 ans)

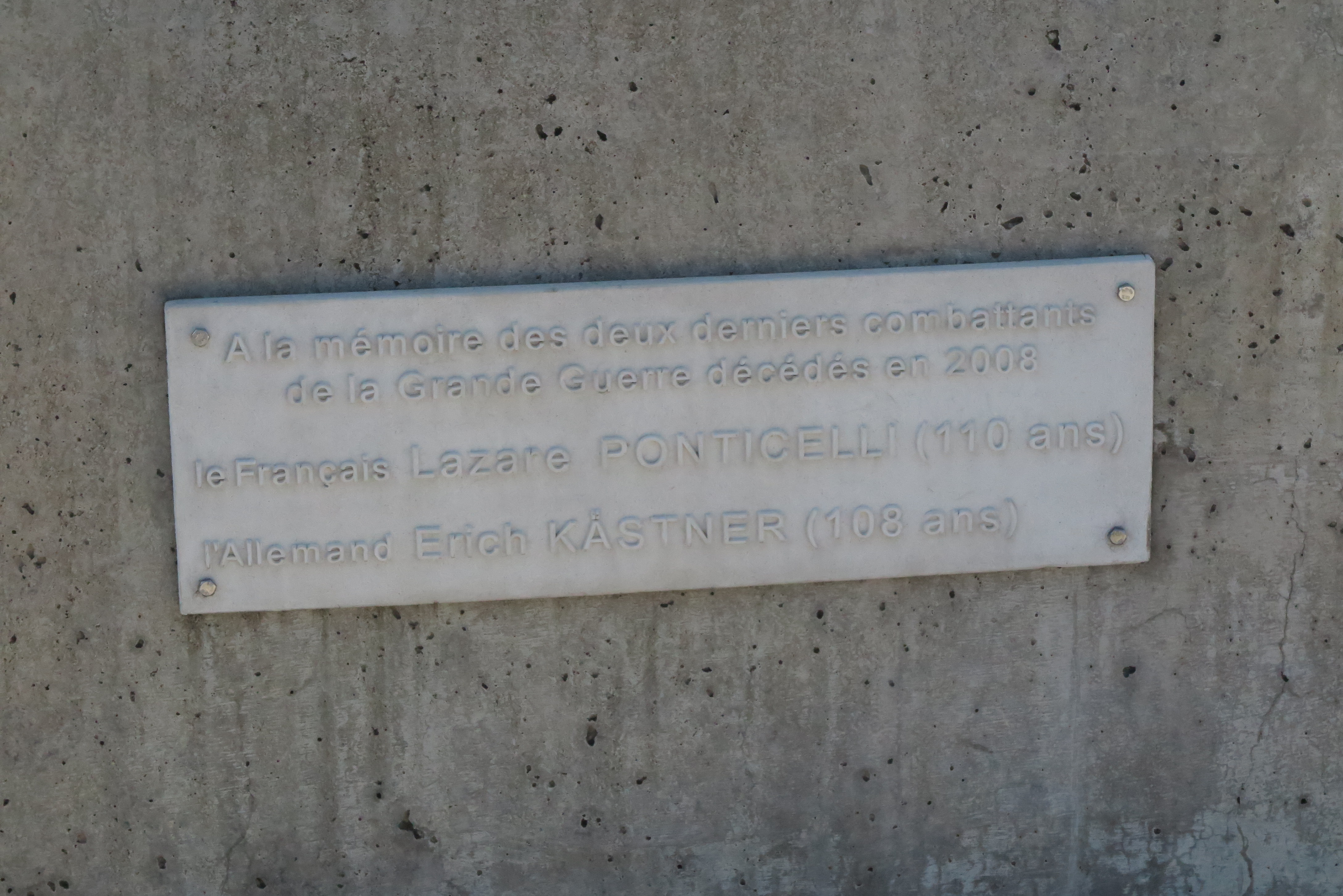
Plaque commémorative accolée au monument

- Pierre Picault est mort le 20 novembre 2008 à 109 ans[9].
- Fernand Goux est mort le 9 novembre 2008 à 108 ans[9].
- Lazare Ponticelli est mort le 12 mars 2008 à 110 ans.
- Louis de Cazenave est mort le 20 janvier 2008 à 110 ans.
- Raymond Cambefort est mort le 16 janvier 2008 à 107 ans[9].
- Justin Tuveri (en) est mort le 5 octobre 2007 à 109 ans.
- Jean Grelaud est mort le 25 février 2007 à 108 ans.
- Charles Brunier est mort le 26 janvier 2007 à 105 ans.
- René Riffaud est mort le 16 janvier 2007 à 108 ans.
- Raymond Guay est mort le 2 janvier 2007 à 106 ans[9].
- Maurice Floquet est mort le 10 novembre 2006 à 111 ans.
- Louis Lagaurnadie, est mort le 26 octobre 2006 à 107 ans.
- François Jaffré est mort le 22 septembre 2006 à 105 ans.
- Léon Weil est mort le 5 juin 2006 à 109 ans.
- Ferdinand Gilson est mort le 25 février 2006 à 107 ans.

Le dernier poilu des DOM-TOM, Ramire Rosan, est mort le 24 mai 2004 à l'âge de 109 ans tandis que le doyen mondial des anciens combattants de la Grande Guerre, Raymond Abescat, s'est éteint en août 2001 à l'âge de 109 ans également.

## Italie
Le dernier ancien combattant italien
- Delfino Borroni, né le 23 août 1898 et mort le 26 octobre 2008, fut le dernier survivant italien.

Autres
- Francesco Chiarello, né le 5 novembre 1898 et mort le 27 juin 2008.
- Lazare Ponticelli, né le 7 décembre 1897 et mort le 12 mars 2008. Bien que considéré comme le dernier poilu français (car il a combattu pour la France dans la Légion étrangère jusqu’en 1915), il combattit également par la suite dans l'armée italienne.

## Royaume-Uni
Le dernier ancien combattant britannique
- Claude Choules, né le 3 mars 1901 et mort le 5 mai 2011. Il servit dans la Royal Navy pendant la Première Guerre mondiale et comme soldat australien pendant la Seconde Guerre mondiale.
- Florence Green, morte le 4 février 2012, 15 jours avant son 111e anniversaire, fut la dernière femme ancien combattant britannique. Elle servit dans la Women's Royal Air Force.

Autres
- Harry Patch, né le 17 juin 1898 et mort le 25 juillet 2009, il fut le dernier Tommy, c'est-à-dire soldat britannique à avoir servi dans les tranchées.
- Henry Allingham, né le 6 juin 1896 et mort le 18 juillet 2009, il servit dans la Royal Navy puis à partir d'avril 1918 dans la Royal Air Force tout juste créée. Il fut l'homme le plus âgé du monde du 19 juin 2009 jusqu'à sa mort quelques semaines plus tard.

## Empire ottoman
Yakup Satar, mort le 2 avril 2008, il fut le dernier combattant turc (ayant combattu pour l'Empire ottoman) survivant de la Première Guerre mondiale.

## Empire russe
Mikhaïl Efrimovitch Kritchevski, mobilisé en 1917 pour quelques mois dans le génie, était à son décès le 26 décembre 2008 le dernier vétéran ayant combattu dans l’armée impériale russe lors de la Première Guerre mondiale.

## Tableau récapitulatif
| Pays                                        | Nom                        | Date de décès     | Âge     |
| ------------------------------------------- | -------------------------- | ----------------- | ------- |
| Autriche-Hongrie                            | Franz Künstler             | 27 mai 2008       | 107 ans |
| Australie                                   | John Campbell Ross (en)    | 3 juin 2009       | 110 ans |
| Royaume de Belgique                         | Cyrillus-Camillus Barbary  | 16 septembre 2004 | 105 ans |
| Brésil                                      | Waldemar Levy Cardoso (en) | 13 mai 2009       | 108 ans |
| Canada                                      | John Babcock               | 18 février 2010   | 109 ans |
| Tchécoslovaquie                             | Alois Vocásek (en)         | 9 août 2003       | 107 ans |
| France                                      | Pierre Picault,            | 20 novembre 2008  | 109 ans |
| Empire allemand                             | Erich Kästner              | 1er janvier 2008  | 107 ans |
| Royaume de Hongrie                          | Franz Künstler             | 27 mai 2008       | 107 ans |
| Raj britannique                             | Robert Francis Ruttledge   | 12 janvier 2002   | 103 ans |
| Royaume d'Italie                            | Delfino Borroni            | 26 octobre 2008   | 110 ans |
| Empire du Japon                             | Chiaki Matsuda (en)        | 6 novembre 1995   | 99 ans  |
| Terre-Neuve                                 | Wallace Pike (en)          | 11 avril 1999     | 99 ans  |
| Nouvelle-Zélande                            | Bright Williams (en)       | 13 février 2003   | 105 ans |
| Empire ottoman                              | Yakup Satar                | 2 avril 2008      | 110 ans |
| Pologne                                     | Stanisław Wycech           | 12 janvier 2008   | 105 ans |
| Portugal                                    | José Ladeira               | 5 mai 2003        | 107 ans |
| Royaume de Roumanie                         | Gheorghe Pănculescu (en)   | 9 janvier 2007    | 103 ans |
| Empire russe                                | Mikhaïl Kritchevski,       | 26 décembre 2008  | 111 ans |
| Royaume de Serbie                           | Aleksa Radovanović         | 22 juin 2004      | 105 ans |
| Thaïlande                                   | Yod Sangrungruang          | 9 octobre 2003    | 106 ans |
| Union d'Afrique du Sud                      | Norman Kark,               | mars 2000         | 102 ans |
| Royaume-Uni de Grande-Bretagne et d'Irlande | Florence Green             | 4 février 2012    | 110 ans |
| États-Unis                                  | Frank Buckles              | 27 février 2011   | 110 ans |